# Gudibanda
Gudibanda è una suddivisione dell'India, classificata come town panchayat, di 8.794 abitanti, situata nel distretto di Kolar, nello stato federato del Karnataka. In base al numero di abitanti la città rientra nella classe V (da 5.000 a 9.999 persone).

## Geografia fisica
La città è situata a 13° 40' 10 N e 77° 41' 54 E e ha un'altitudine di 825 m s.l.m..

## Società

### Evoluzione demografica
Al censimento del 2001 la popolazione di Gudibanda assommava a 8.794 persone, delle quali 4.388 maschi e 4.406 femmine. I bambini di età inferiore o uguale ai sei anni assommavano a 1.073, dei quali 534 maschi e 539 femmine. Infine, coloro che erano in grado di saper almeno leggere e scrivere erano 5.494, dei quali 3.043 maschi e 2.451 femmine.